# Рапаняно
Рапаня̀но (на италиански: Rapagnano, на местен диалект Rapagnà, Рапаня) е село и община в Централна Италия, провинция Фермо, регион Марке. Разположено е на 314 m надморска височина. Населението на общината е 2069 души (към 2011 г.).
До 2004 г. общината е част от провинция Асколи Пичено, когато участва в новата провинция Фермо.